# Storeggpass
Der 1741 m ü. M. hohe Storeggpass ist ein Gebirgspass zwischen den Schweizer Kantonen Nidwalden und Obwalden in den Urner Alpen. Er verbindet das Tal der Engelberger Aa mit dem Melchtal. Innerhalb des Bergkammes, der die beiden Täler trennt, bietet er eine Lücke zwischen dem Storegghorn und dem Widderfeldstock.
Eine Wanderung von Engelberg her führt von Osten auf einem etwas ausgesetzten Pfad hoch über der Aaschlucht hinüber zum Lutersee und von dort aus weiter zum Pass. Eine andere Möglichkeit führt vom unteren Engelberger Tal her, wobei man sich mit der kleinen Rugisbalm-Seilbahn bis auf 1400 m zur Alp Eggen hochfahren lassen kann. Auf Obwaldner Seite im Westen führen verschiedene gewundene Pfade über Alpen und durch Bannwälder hinunter in den Ort Melchtal. Ab der Rütialp bestand bis 2005 auch auf dieser Seite die Möglichkeit, die Seilbahn zu nutzen.

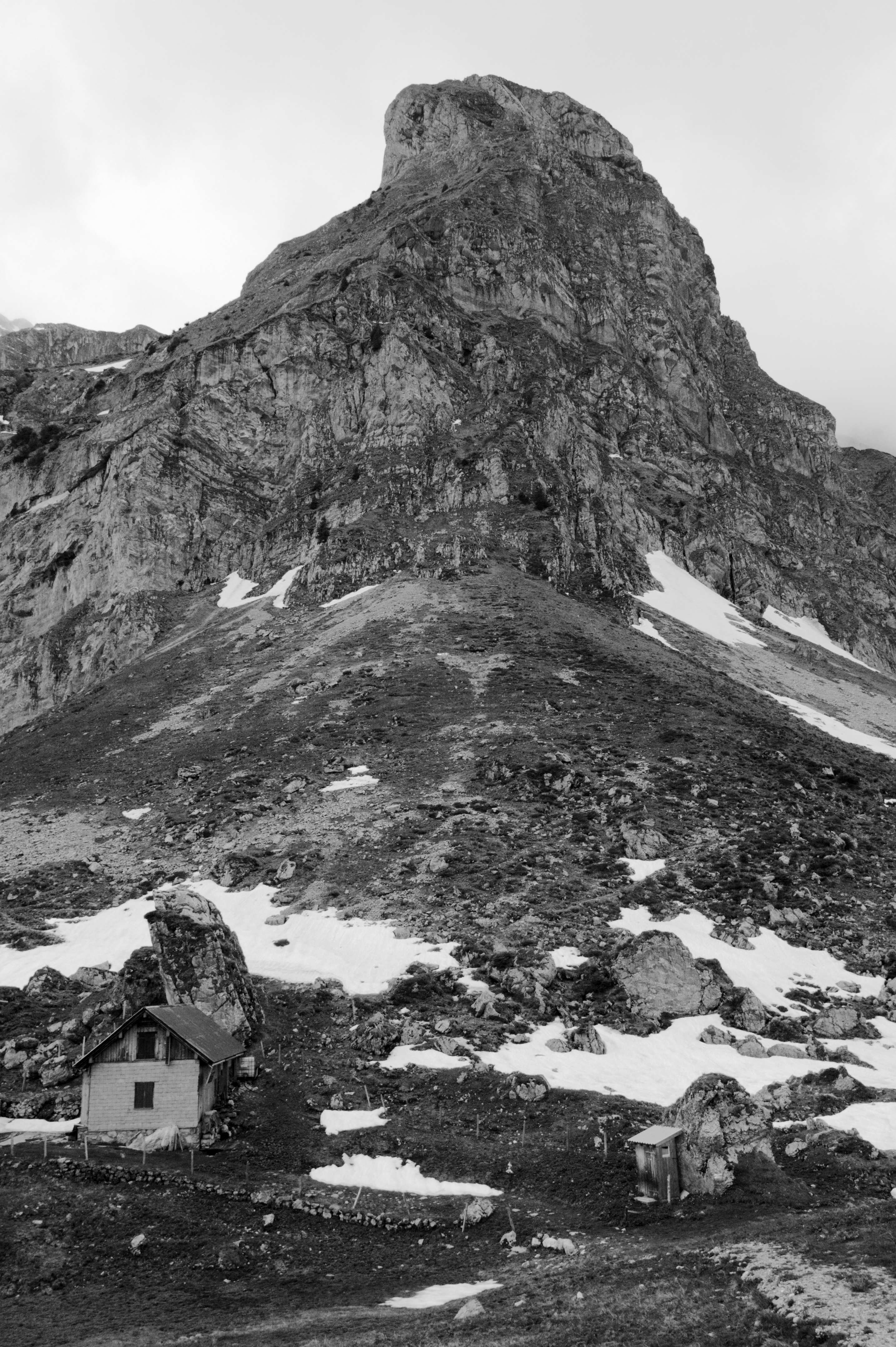
Hohliecht
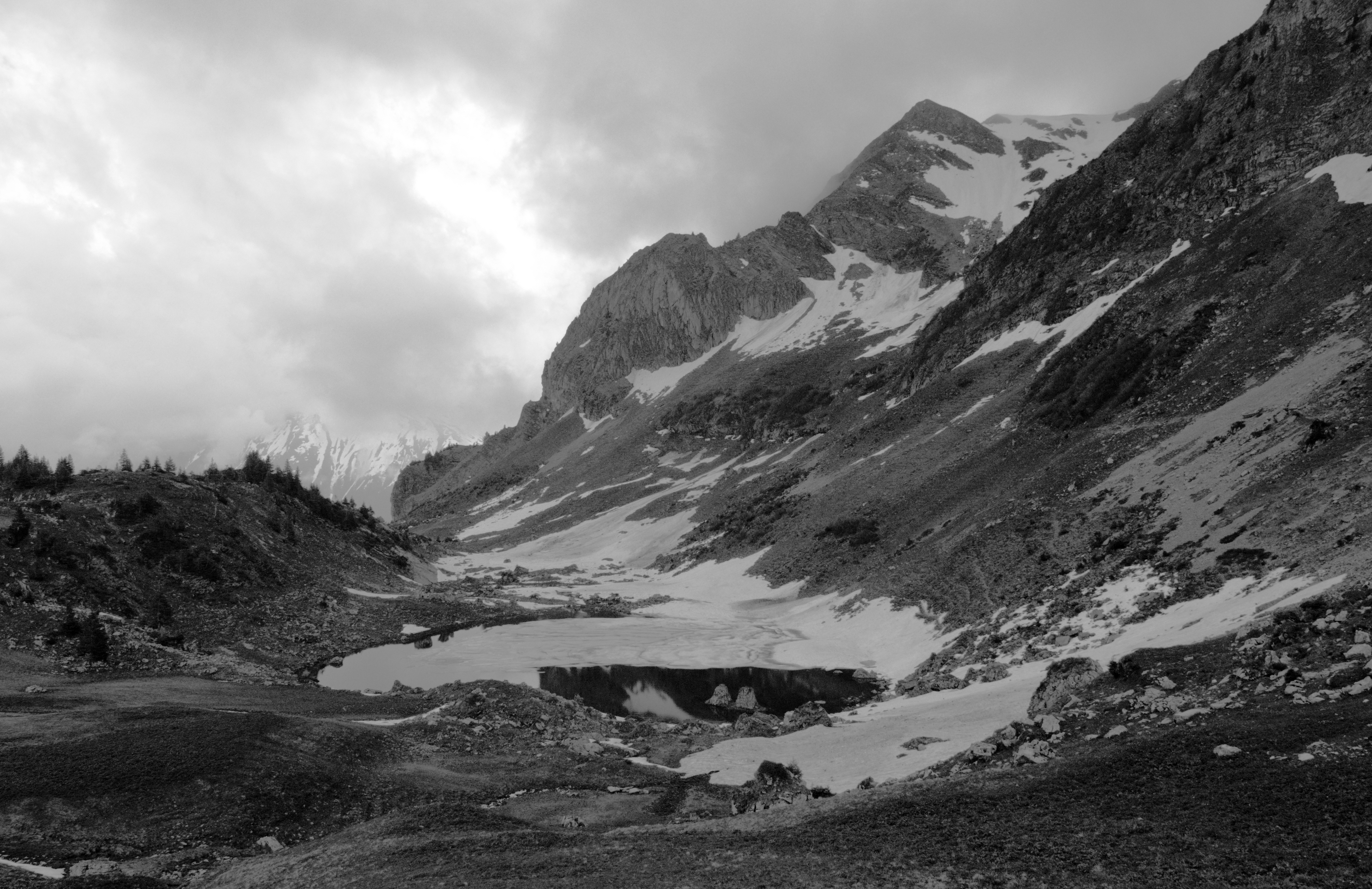
Lutersee

## Nachweise
1. 1 2  Lage und Höhe bei «geo.admin.ch».
2. 1 2  Lage und Höhe bei «ortsnamen.ch».